# Houwerda
De familie Houwerda was een oud adellijk geslacht, afkomstig uit het Groningse Oldambt. Later zou een tak van de familie zich vestigen in Oost-Friesland. Het geslacht stierf begin 17e eeuw uit.

## Geschiedenis
De familie Houwerda was een vooraanstaand hoofdelingengeslacht dat rond 1400 een machtspositie verwierf in het dorp Termunten, waar de familie op het steenhuis De Holm woonde. Volgens overleveringen bewoonden de Houwerda'se eerder een steenhuis in de buurtschap Zomerdijk bij Wagenborgen, mogelijk De Knuif geheten. In 1398 lieten Menno Houwerda en Tamme Gockinga zich belenen met het Oldambt door de graaf van Holland. Nadat pogingen van deze graaf om de stad Groningen in te nemen mislukten, bezette de stad de huizen van de politieke kopstukken die tot de Hollandse partij behoorden. Daaronder was ook de borg van de Houwerda's. Later keerden de Houwerda's zich opnieuw tegen tegen de stad Groningen. Concurrerende hoofdelingen in Groot- en Klein-Termunten werden uitgeschakeld, waarna de familie zich de rechtspraak in Termunten en omgeving toe-eigende. Aylke Houwerda (de zoon van Menno) onderhield nauwe betrekkingen met hoofdeling Edzard Cirksena's van Emden en huisvestte sinds 1434 een aantal Hamburgse stadssoldaten die hem hielpen de borg te verdedigen. Uiteindelijk slaagde de stad er in 1438 in de borg in te nemen. Houwerda stierf kort daarna. Zijn weduwe werd gedwongen het "Huis Ter Munten" met de een groot deel van landerijen aan de stad in onderpand te geven. Het Klei-Oldambt werd voortaan in opdracht van de stad bestuurd door de kastelein (beheerder) Lodewijk Horenken. De weduwe kreeg een deel van de landerijen in 1460 terug. De borg raakte daarna vermoedelijk in verval; de kastelein verhuisde naar Oterdum. In 1489 sloot het stadsbestuur vrede met de erven Houwerda, die de rest van hun bezittingen terug kreeg. De restanten van de borg bleven in handen van de stad, die vervolgens een nieuw kasteleinshuis in Termunten liet bouwen.
Hierop verschoof de machtspositie van de Houwerda's naar Appingedam. Aylko Houwerda was gehuwd met Hisse Snelgersma, dochter van plaatselijke hoofdeling Oomke Snelgersma. Aylko en Hisse hadden drie zoons. Hun zoon Snelger trouwde met Ocke van Oldersum, wier familie de heerlijkheden Uphusen, Wolthusen en Marienwehr bezat. Deze Snelger werd de stamvader van de Oost-Friese tak van de familie Houwerda. Een andere zoon, Omko, was getrouwd met Ailke Huninga. Van hun zoon Menne is niet bekend met wie hij getrouwd was. Wel zal hij de vader zijn geweest van de Snelger Houwerda die in het begin van de 16e eeuw voorkomt. Deze Snelger was getrouwd met Jetke Bolta uit Oostdongeradeel. De zoon van Snelger heette wederom Menne, welke meetrok met Meindert van Ham na de inname van Appingedam door Karel V in 1536, al komt hij in 1568 weer voor als hoofdeling te Appingedam. De dochter van deze Menne, Jetske Houwerda, was de erfdochter van het geslacht en trouwde met Pybe van Meckema uit Jouswier waardoor de borg Snelgersma in Appingedam in het bezit kwam van de familie Van Meckema. Dit geslacht kreeg hierdoor ook een tak Houwerda van Meckema. Een adere dochter, Esse, trouwde met Jurgen Coehoorn waar het geslacht Coehoorn van afstamde, met als bekend lid Menno van Coehoorn.

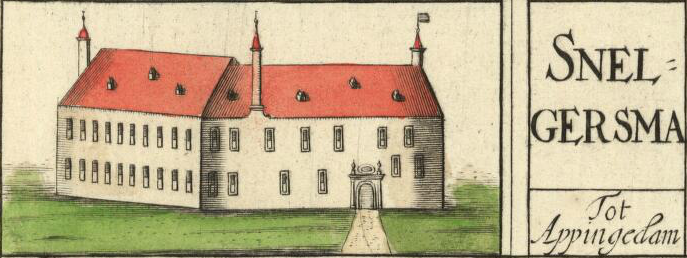
De borg Snelgersma in Appingedam op de kaart van Willem en Frederik Coenders van Helpen uit 1678.

## Familiewapen
Het wapen van de familie Houwerda kent de volgende blazoenering: 
In rood een zilveren leeuw.
Het wapen komt ook voor met een leeuw van goud. Het helmteken van het wapen wordt komt voor als een lelie, een lelie tussen twee struisveren, een uitkomende omziende gevleugelde zilveren hond, met een halsband met twee linten aan de rechterzijde, alles goud, een uitkomende zwarte adelaar met geopende vlucht en een uitkomende zilveren adelaar met geopende vlucht en rode kop en hals. Het wapen van de familie Houwerda heeft onder meer gediend als basis voor het wapen van Termunten. De leeuw uit het wapen is later als schildhouder opgenomen in het wapen van Delfzijl.

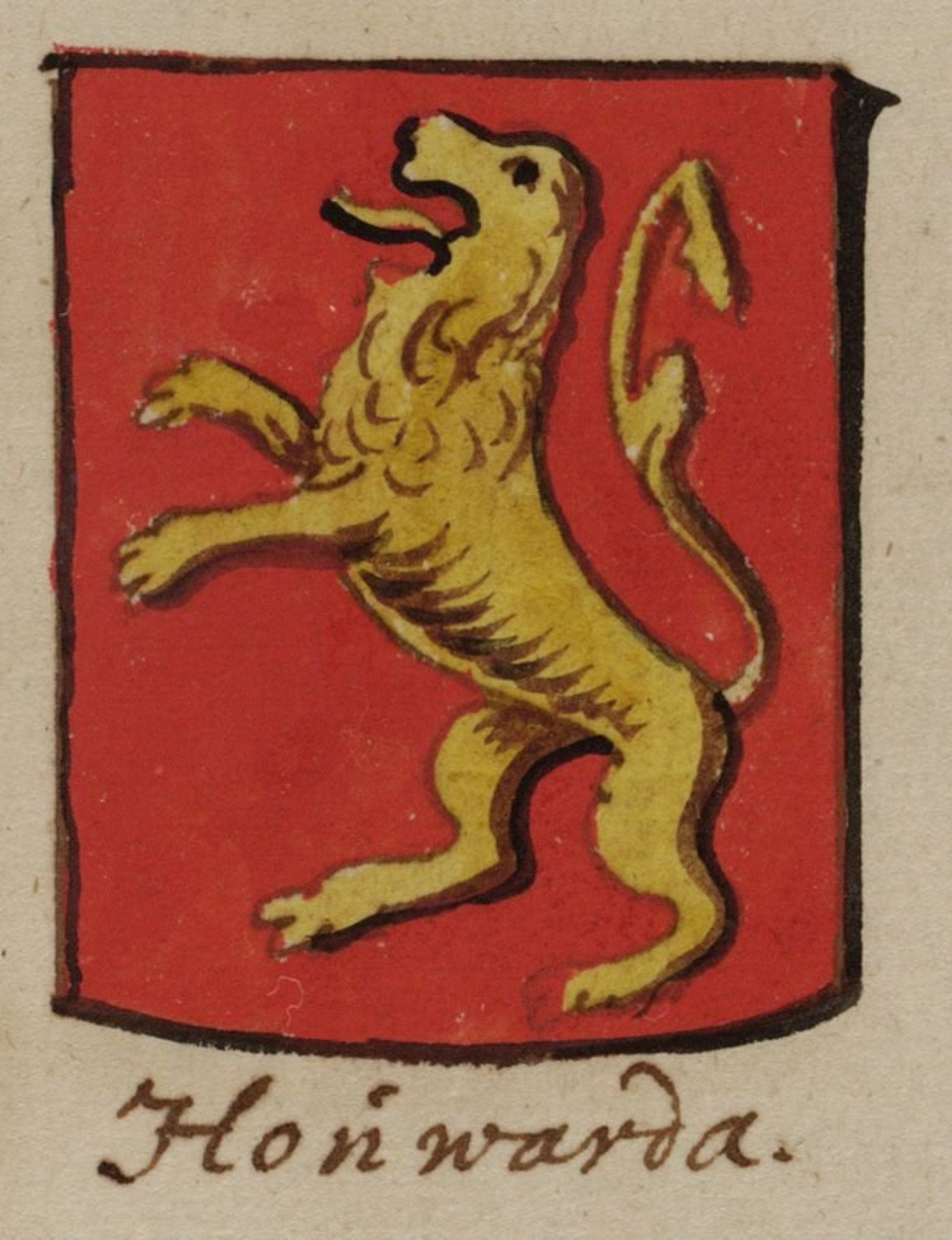
Het wapen Houwerda met een gouden leeuw in het wapenboek van Gerrit Hesman.
Het wapen van Termunten.
Het wapen van Delfzijl.
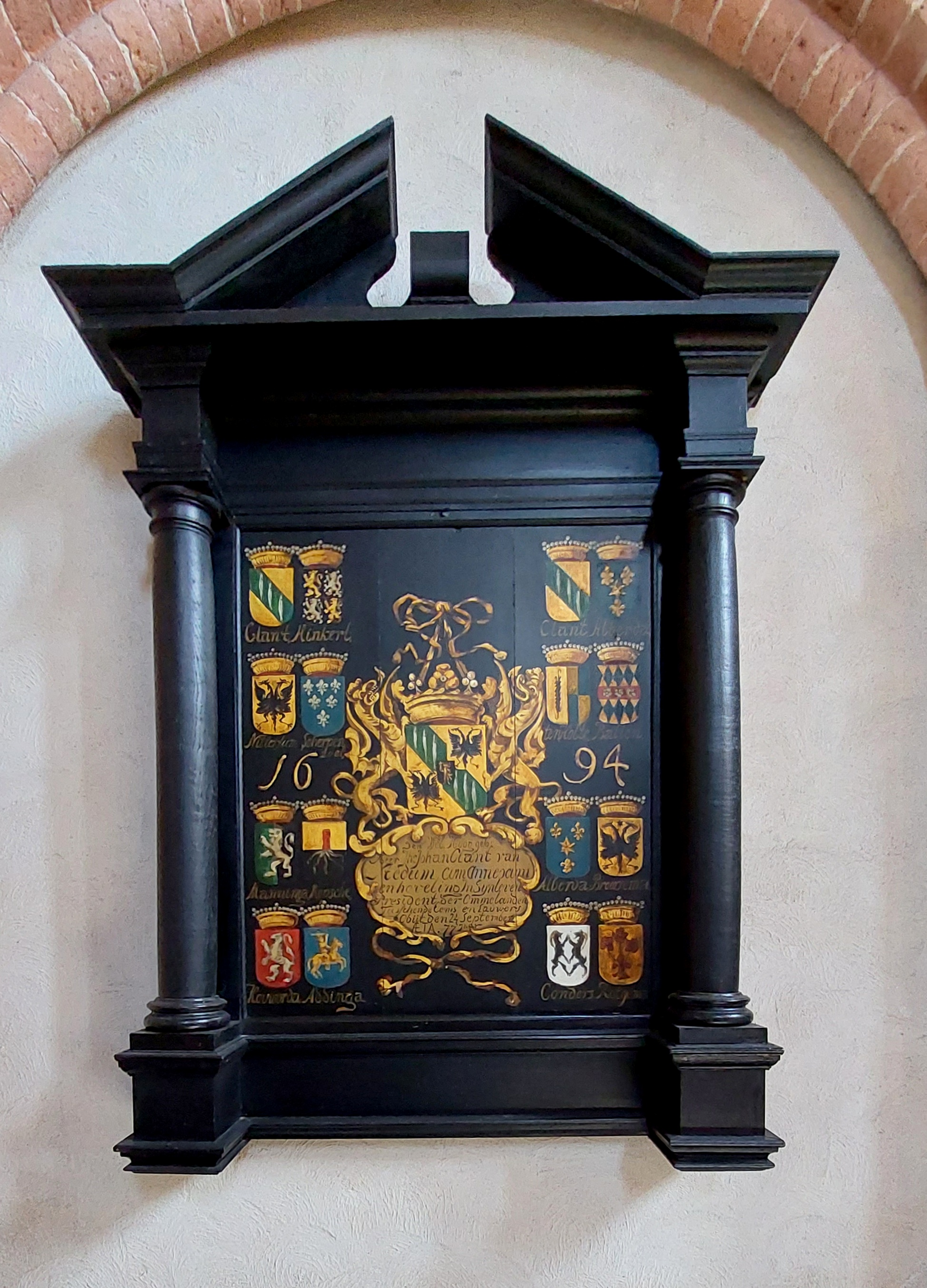
Rouwbord voor Johan Clant in de kerk van Stedum met linksonder het wapen Houwerda.
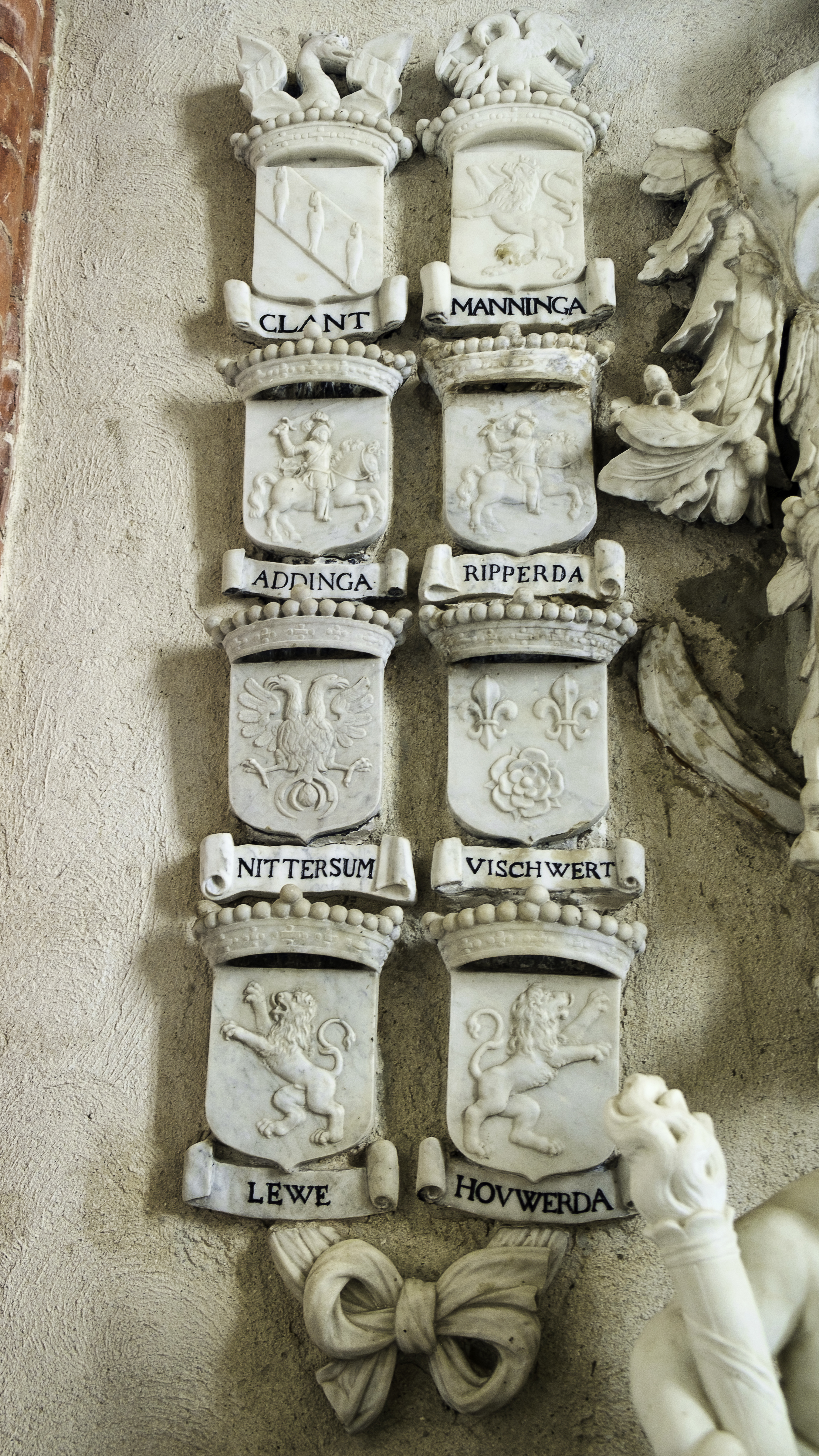
Het wapen Houwerda (rechtsonder) op het praalgraf voor Adriaan Clant in de kerk van Stedum.

## Enkele telgen
Menne Houwerda
- - Eltke toer Munte, trouwde met Frerick to Reide.
  - Aylko Houwerda, trouwde met Hisse Snelgersma.
    - Snelger Houwerda trouwde met Ocke van Oldersum.
      - Gerrelt Houwerda
        - Hicke Houwerda trouwde met Ette tho Grimersum.
        - Eger Houwerda, trouwde met Taetke Grawert, dochter van de burgemeester van Emden.
          - Fya Houwerda

        - Gerrelt Houwerda
        - Keno Houwerda, trouwde met Ewe van Weerdum.
          - Hicko Houwerda
          - Hilmer Houwerda
          - Snelger Houwerda
          - Folkmer Houwerda
          - Ette Houwerda

        - Folkmer Houwerda
        - Hicke

      - Fosse Houwerda
      - Aylko Houwerda (†1510), trouwde met Fie tho Nesse. Van hem is een grafzerk bewaard gebleven in de kerk van Uphusen.
      - Esse Houwerda, trouwde met Garrelt Beninga, hoofdeling te Wirdum, Jennelt en Grimersum en provoost te Hinte. Hun zoon Eggerik Beninga was geschiedschrijver.[8]

    - Omko Houwerda, trouwde met Ailke Huninga.
      - Ailke Houwerda (†1497), trouwde met Hayo Ripperda.
      - Teteke Snelgersma, trouwde met Harmen Lewe, burgemeester van Groningen.

    - Menne Houwerda
      - Snelger Houwerda († ca. 1523), trouwde met Jetske Bolta. Snelger kwam voor als drost in Oterdum en hoofdeling te Appingedam.[9]
        - Menne Houwerda met Esse Popinges. Komt voor als hoofdeling te Appingedam, redger te Appingedam, Farmsum en Scharmer.
          - Esse Houwerda, trouwde met Jurgen Coehoorn.
          - Snelger Houwerda, trouwde met Walbrich Hagen, een edelvrouw uit Overijssel.
          - Jetke Houwerda, trouwde met Pybe van Meckema.

        - Ailke Houwerda
        - Ubbe Houwerda
        - Jarich Houwerda
        - Beteke Houwerda

## Galerij

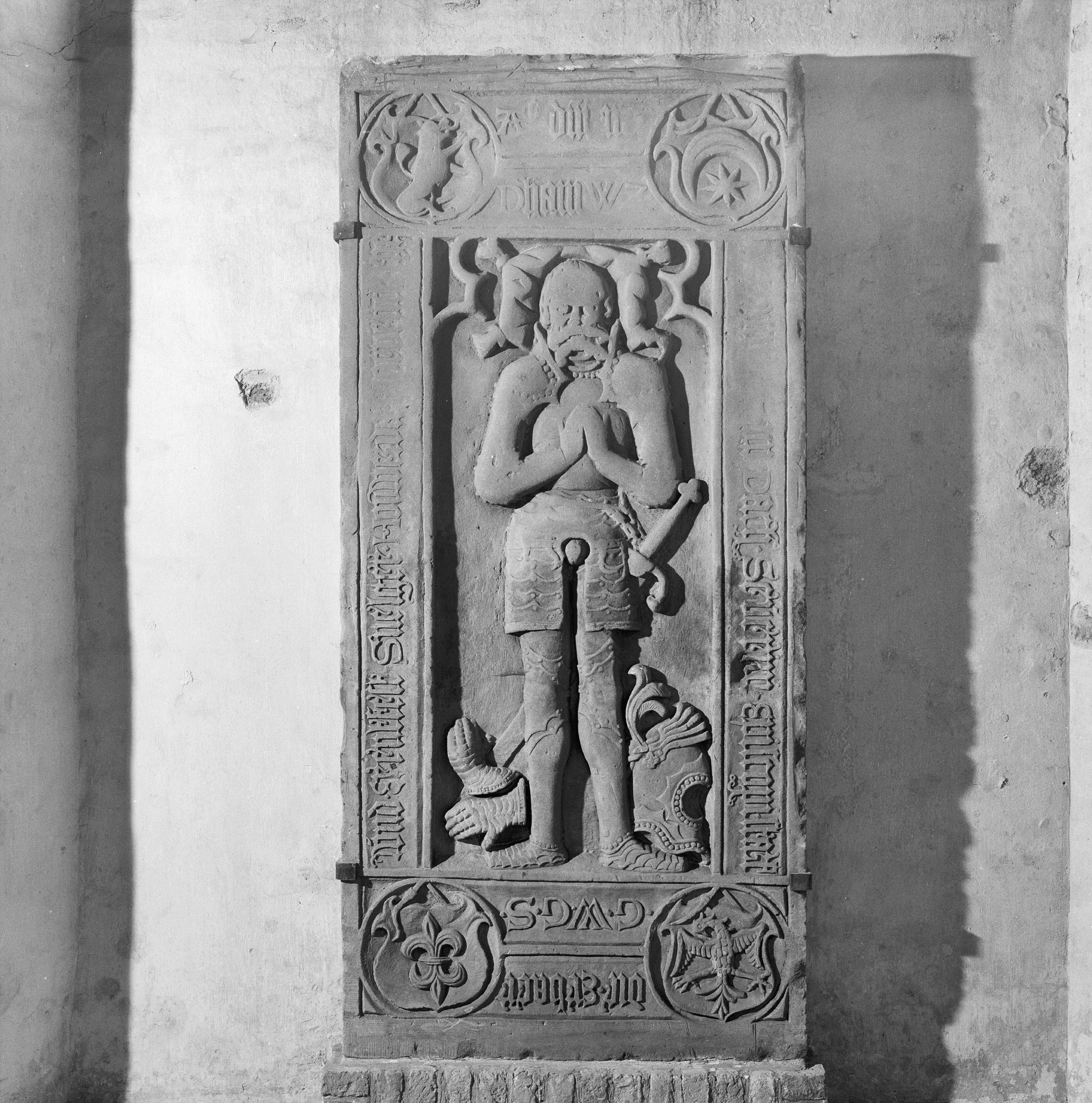
Grafzerk voor Snelger Houwerda in de Nicolaïkerk van Appingedam.
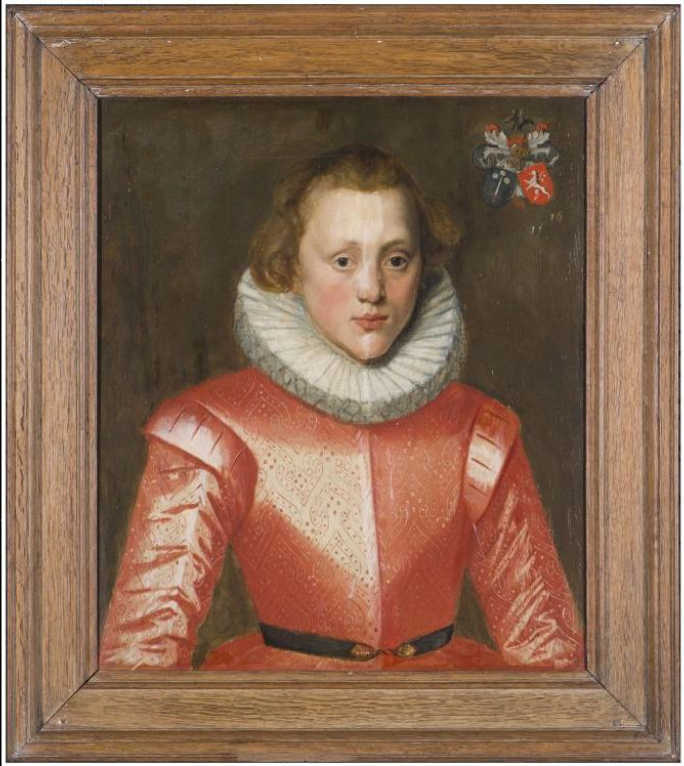
Portret van een jongeman uit geslacht Van Meckema, het betreft Snelger van Meckema of Menne Houwerda van Meckema met het alliantiewapen Van Meckema-Houwerda.
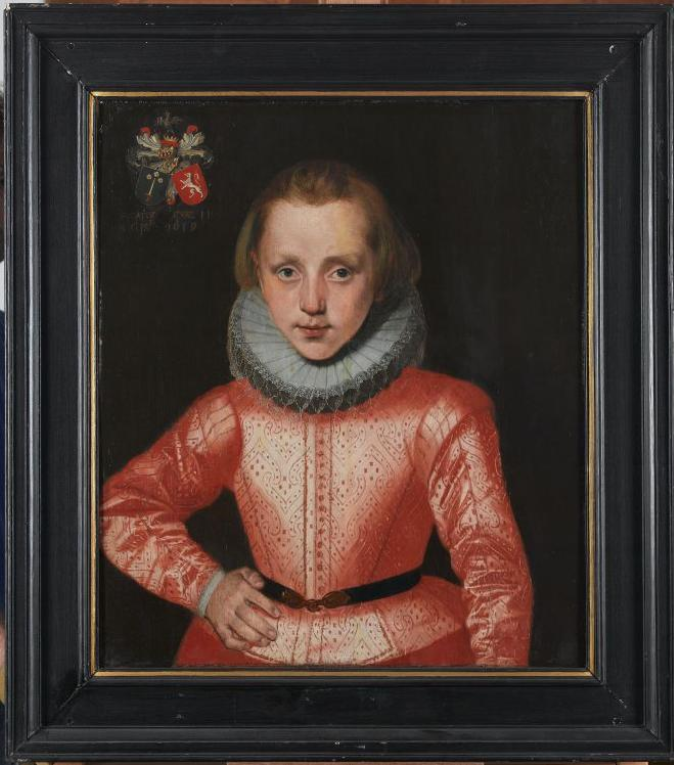
Portret van een jongeman uit geslacht Van Meckema, het betreft waarschijnlijk Menne Houwerda van Meckema met het alliantiewapen Van Meckema-Houwerda.
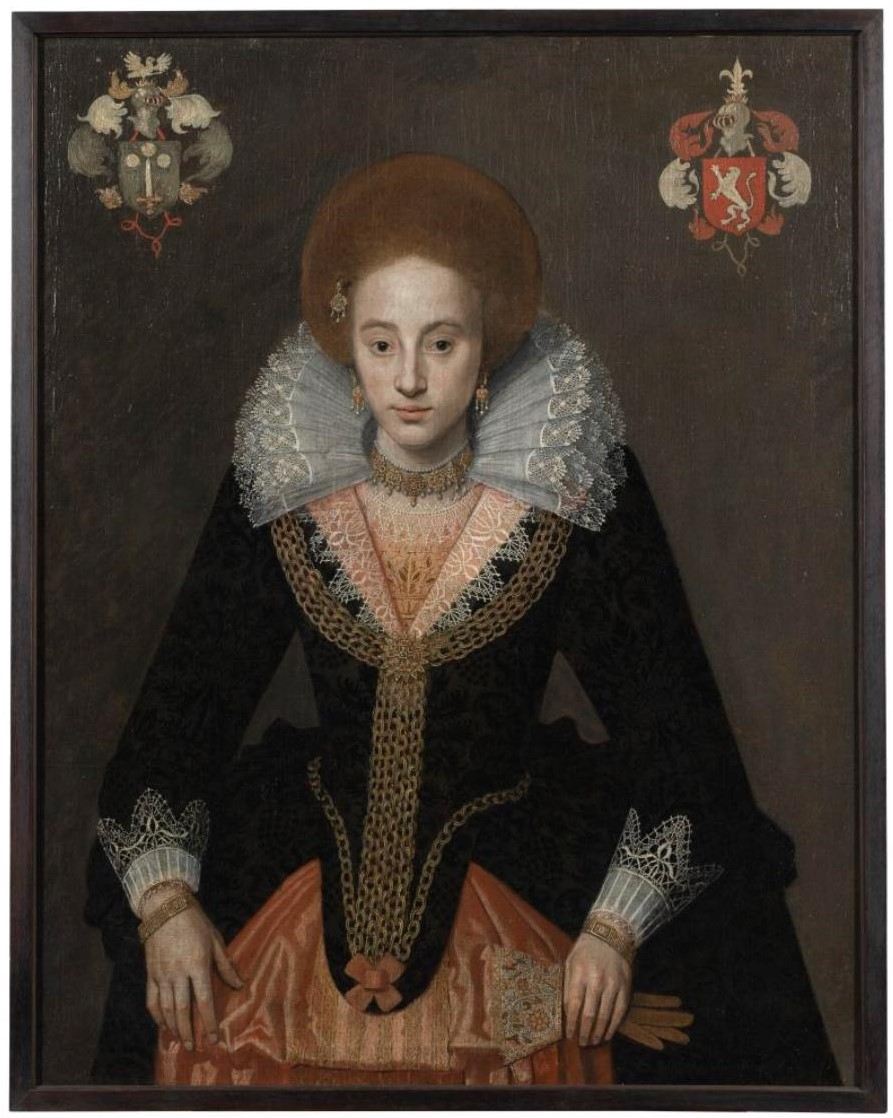
Portret van Susanna van Meckema uit het begin van de 17e eeuw met rechtsboven het wapen Houwerda.

## Vernoeming
Zowel in Appingedam als in Termunten is een Houwerdastraat naar de familie genoemd.